# Ribeira Grande (ribeira em Santo Antão)
Ribeira Grande é uma ribeira cabo-verdiana, na costa norte da ilha de Santo Antão.

## Geografia
A ribeira corre de sudoeste para nordeste, desaguando no Oceano Atlântico em plena vila da Ribeira Grande.
O vale da ribeira é bastante encaixado, sendo as encostas aproveitadas para a agricultura por meio de socalcos e de um sistema de levadas para a irrigação. Cultiva-se a cana-de-açúcar, a banana, a mandioca, o inhame, etc.

## Afluentes
Os principais afluentes situam-se na margem direita:
- Ribeira de Caibros
- Ribeira do Chão das Pedras

Um aqueduto foi construído para que uma levada pudesse transpor o vale da ribeira e irrigar os socalcos na vertente esquerda.

## Povoações
Na bacia hidrográfica da ribeira Grande ficam situadas as seguintes povoações:
- Ribeira Grande
- Coculi
- Boca de Ambas as Ribeiras